# دانشگاه علم و فناوری نروژ
دانشگاه علم و فناوری نروژ یا دانشگاه فنی و علوم طبیعی نروژ
(به‌اختصار NTNU؛ نروژی: Norges teknisk-naturvitenskapelige universitet؛ انگلیسی: Norwegian University of Science and Technology) در شهر تروندهایم در نروژ قرار دارد و همچنین دو پردیس دیگر در شهرهای گیوویک و اولهسوند دارد. این دانشگاه دولتی معتبرترین نهاد آموزش عالی در حوزه فنی مهندسی در نروژ و بزرگ‌ترین دانشگاه آن از نظر تعداد دانشجویان است.
شهر تروندهایم عمدتاً به واسطه این دانشگاه رشد و توسعه پیدا کرده و صنایع مختلف مرتبط یا زاییده شده از دل دانشگاه در آن شکل گرفته‌اند. این دانشگاه در سال ۱۹۹۶ و پس از انحلال و بازسازی دانشگاه فنی نروژ تأسیس شد، که خود در سال ۱۹۱۰ و توسط استورتینگه (پارلمان نروژ) بنا نهاده شده بود.
دانشگاه NTNU در فهرست دانشگاه‌های مورد تأیید وزارت علوم ایران در رده‌ی الف (ممتاز) طبقه‌بندی شده است.

## نگارخانه

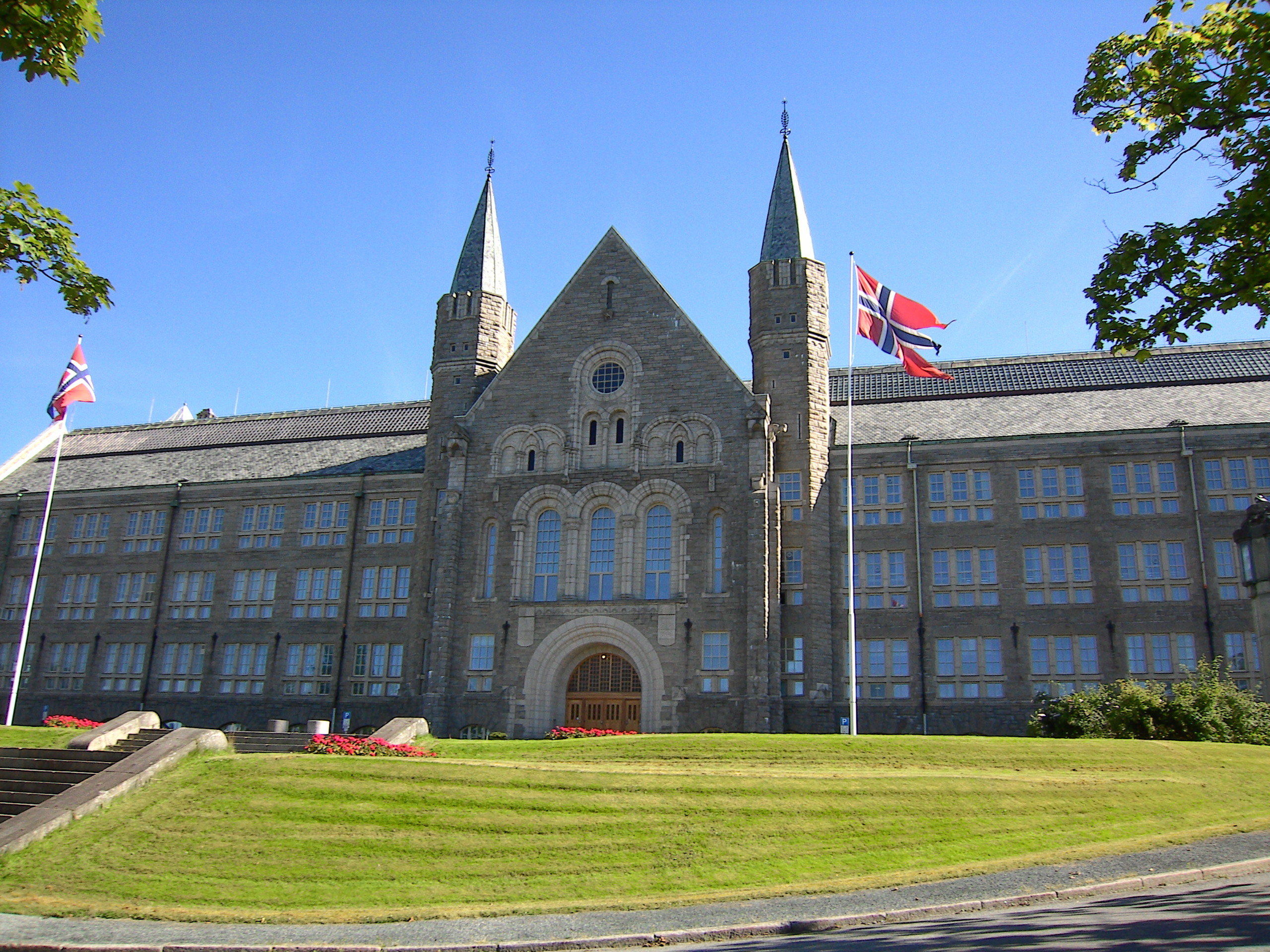
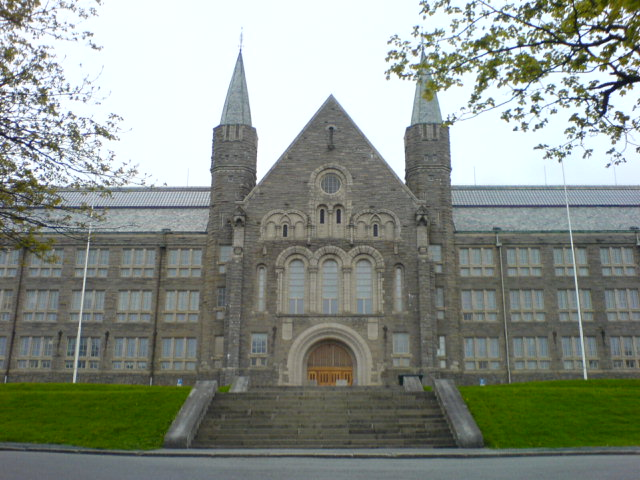
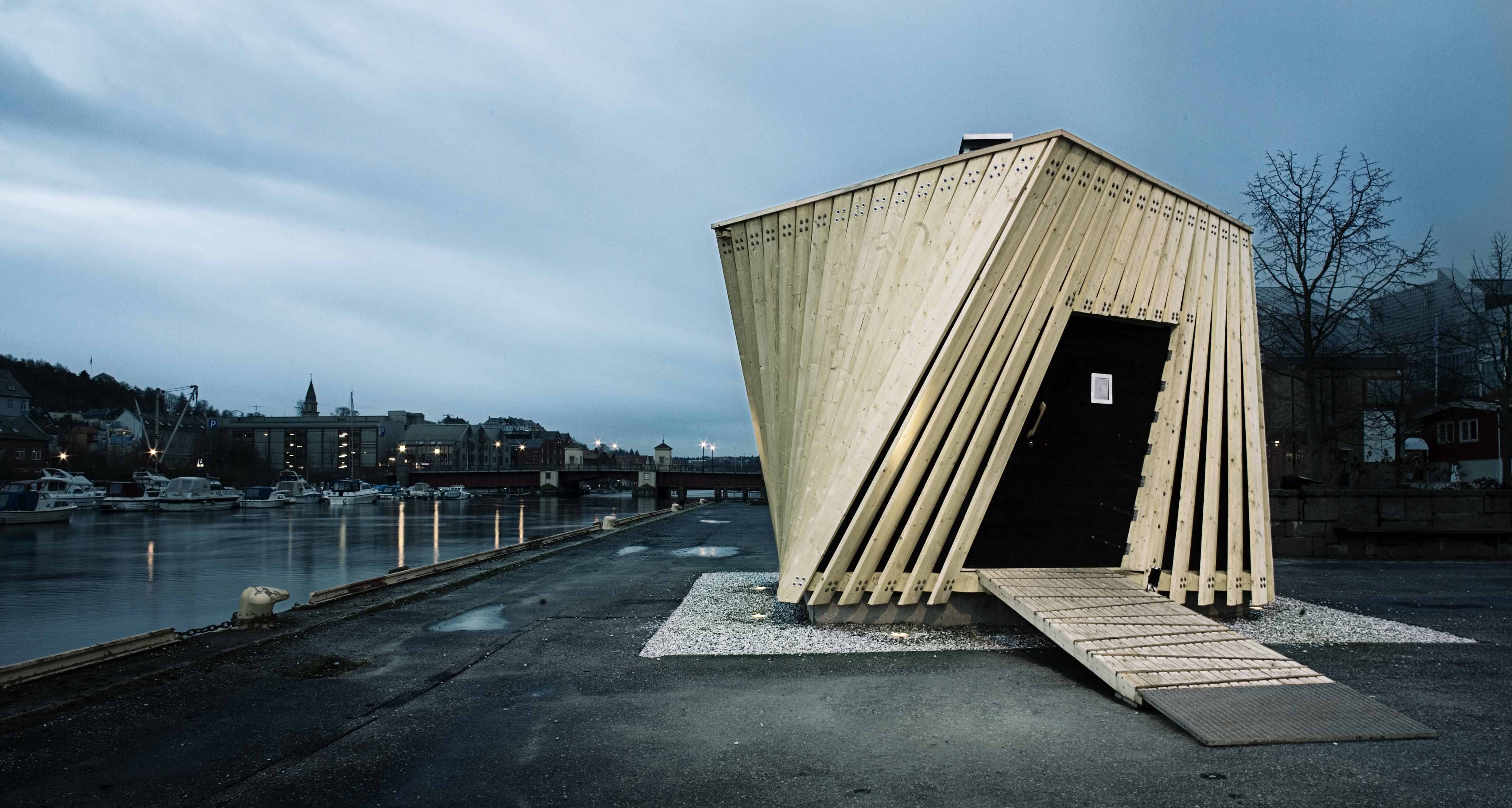